# Vargarna (film)
Vargarna (engelska: The Testing Block) är en amerikansk western-stumfilm från 1920. Filmen är regisserad av Lambert Hillyer, som även skrivit manus tillsammans med William S. Hart.

## Rollista
- William S. Hart – Sierra' Bill
- Eva Novak – Nelly Gray
- J. Gordon Russell – Ringe
- Florence Carpenter – Rosita
- Richard Headrick – Sonny
- Ira McFadden – Slim